# Cylisticus bergomatius
Cylisticus bergomatius är en kräftdjursart som beskrevs av Karl Wilhelm Verhoeff 1928. Cylisticus bergomatius ingår i släktet Cylisticus och familjen Cylisticidae. Inga underarter finns listade i Catalogue of Life.